# NGC 4397
NGC 4397 – gwiazda optycznie potrójna znajdująca się w gwiazdozbiorze Warkocza Bereniki, widoczna na niebie na północ od galaktyki NGC 4394. Skatalogował ją Wilhelm Tempel w roku 1877, błędnie uznając ją za obiekt typu mgławicowego. Dwa położone blisko siebie składniki mają jasność około 13m, a odleglejszy trzeci 16m.